# Hipermetropia
La hipermetropia és una ametropia en la qual hi ha una bona visió de lluny, però no de prop.
L'ull hipermetrop és relativament més curt i enfoca els objectes darrere la retina, la qual cosa dificulta la visió de prop però aconsegueix una excel·lent visió de lluny. Gràcies a l'acomodació del cristal·lí els infants i els joves poden llegir, però amb esforç. Aquest cansament visual produeix un rebuig inconscient de la lectura i fracàs escolar.
Malgrat que la hipermetropia lleugera no és un factor de risc, l'increment de diòptries positives (hipermetropia elevada) és la principal causa de l'estrabisme als infants i un important factor per l'aparició de glaucoma d'angle estret als adults.
Es corregeix amb ulleres i lents de contacte amb lents convergents; també es pot utilitzar la cirurgia refractiva.

## Senyals i símptomes
Els signes i símptomes de la hipermetropia són una visió borrosa, mals de cap i una tensió ocular. El símptoma comú és la tensió ocular. Es pot produir dificultat per veure amb els dos ulls (visió binocular), així com la dificultat amb la percepció de profunditat.

### Complicacions
La hipermetropía pot tenir complicacions poc freqüents com l'estrabisme i l'ambliopia. A una edat primerenca, una hipermetropía greu pot fer que el nen tingui una doble visió a conseqüència de l'enfocament excessiu.

## Causes
Com que la hipermetropía és el resultat de la imatge visual enfocada darrere de la retina, té dues causes principals:
- Baixa potència convergent de la lent ocular a causa de l'acció feble dels músculs ciliars
- Forma anormal de la còrnia

La presència de llum és sovint present des del naixement, però els nens tenen una lent d'ull molt flexible, que ajuda a compensar. En casos excepcionals, la hipermetropía es pot deure a la diabetis i problemes amb els vasos sanguinis a la retina.

## Diagnostic
Es pot fer un diagnòstic de miopia mitjançant una prova de llum de lliscament que examina la còrnia, la conjuntiva i l'iris.
En casos greus d'hipermetropia des del naixement, el cervell té dificultats per combinar les imatges que veu cada individu. Això és degut al fet que les imatges que el cervell rep de cada ull sempre estan borroses. Un nen amb hipermetropía severa mai no pot veure els objectes en detall. Si el cervell no aprèn a veure els objectes en detall, hi ha una gran probabilitat que un ull esdevingui dominant. El resultat és que el cervell bloquejarà els impulsos de l'ull no dominant. Per contra, el nen amb miopia pot veure objectes propers a l'ull i aprendre des de ben petit per veure detalls en objectes.

### Classificació
La hipermetropía es classifica típicament segons l'aparença clínica, la seva gravetat o com es relaciona amb l'estat d'acomodació de l'ull.
Hi ha tres categories clíniques d'hipermetropia.

#### Hipermetropia senzilla
Es produeix naturalment a causa de la diversitat biològica.

#### Hipermetropia patològica
Provocat per malaltia, trauma o desenvolupament anormal.

#### Hipermetropia funcional
Provocada per una paràlisi que interfereix la capacitat d'acomodació dels ulls.
També hi ha tres categories de gravetat:

#### Baix
Error de refracció menor o igual a +2,00 diopters (D).

#### Moderat
Error de refracció superior a +2.00 D fins a +5.00 D.

#### Alt
Error de refracció superior a +5.00 D.
Altres tipus comuns d'errors refractius són la miopía, l'astigmatisme i la presbícia.

## Tractament

### Lents correctives
La forma més senzilla de tractament per a la visió general és l'ús de lents correctives, ulleres o lents de contacte Les ulleres que s'utilitzen per corregir la miopia tenen lents convexes.
Cirurgia
També hi ha tractaments quirúrgics per a la visió general:
- Queratectomia fotorrefractiva (PRK)

Eliminació d'una quantitat mínima de la superfície de la còrnia
- Keratomileusis assistida in situ (LASIK)

Cirurgia ocular làser per remodelar la còrnia, de manera que les ulleres o lents de contacte ja no són necessàries.
- Intercanvi de lents refractius (RLE)

Una variació de la cirurgia de cataractes on el cristal·lí se substitueix per una lent intraocular artificial; la diferència és l'existència d'una anomalia ocular anormal que causa un alt error de refracció.
- Keratomileusis epitelial làser (LASEK)

S'assembla a PRK, però usa alcohol per afluixar la superfície de la còrnia.

## Etimologia
El terme hipermetropia prové del grec ὑπέρ hyper "over" i ὤψ ōps "sight" (GEN ὠπός ōpos).